# Jerome L. Goldman
Jerome Lee Goldman kurz Jerome L. Goldman (* 1923 oder 1924 in Kankakee; † 5. September 2013 in New Orleans) war ein US-amerikanischer Schiffbauingenieur.

## Leben
Geboren wurde Goldman als Sohn der litauischen Einwanderer Sarah Lang und William Goldman. Nach dem Besuch der Emerson High School in Gary, Indiana absolvierte Goldman bis 1944 das grundständige Studium der University of Michigan School of Naval Architecture and Marine Engineering. Nach einer Anstellung bei Higgins Industries in New Orleans gründete der 22-jährige Goldman im Jahr 1946 zusammen mit Vladimir M. Friede das bis heute existierende Schiffskonstruktionsbüro Friede & Goldman. Das Unternehmen begann bald mit der Konstruktion von Bohrschiffen, verschiedenen Offshorebauwerken für die Ölförderung, darunter 1952 das erste Jack-Up-Rig. Die 1961 unter dem Begriff des "All-Hatch-Vessel" (Nur-Luken-Schiff) gebauten Schiffe der Del-Rio-Klasse beeinflussten den Schiffbau sehr nachhaltig, da bei ihrem Entwurf erstmals der größtmögliche Decksöffnungsgrad umgesetzt wurde. Dieses Prinzip des "Offenen Schiffs" entwickelte sich in den 1970er Jahren zur Standardbauart für Mehrzweck- und Containerschiffe. Später in den 1960er Jahren entwickelte Goldman das LASH-Schiff, dessen Betrieb seinerzeit schnellere Hafenumlaufzeiten versprach.
Neben seinen schiffbaulichen Tätigkeiten führte Goldman in New Orleans zwei bedeutende Bauvorhaben durch, das Chevron-Building und One River Place.
Jerome L. Goldman starb am 5. September 2013 im Alter von 89 Jahren nach längerer Krankheit in New Orleans. Er war verheiratet mit Lynne Weinberger Goldman und hatte drei Töchter, Anne Goldman Brinkley, Hope Goldman Meyer und Leah Goldman Karp sowie zwei Söhne, Edward Karp und Scott Goldman.

## Ehrungen
Goldman zählt zu den großen Schiffskonstrukteuren der Vereinigten Staaten und erhielt für seine Verdienste zahlreiche Auszeichnungen und Ehrungen. Dazu zählen unter anderem der C. Alvin Bertel Award im Jahr 1970, 1972 der Offshore Technology Conference Distinguished Achievement Award for Pioneering Work in Offshore Design, 1973 die David W. Taylor Medal der Society of Naval Architects and Marine Engineers (SNAME) für seine schiffbaulichen Neuentwicklungen oder 1975 der Elmer A. Sperry Award.
Im Jahr 1973 erhielt Goldman die Ehrendoktorwürde der University of Michigan, die später mit dem Goldman-Wing auch einen Gebäudetrakt für Schiffbau und Schiffsmaschinenbau nach ihm benannte. Darüber hinaus erhielt er auch die Ehrendoktorwürde der University of New Orleans. 1998 wurde Goldman als "Industry Pioneer" in die Offshore Pioneers Hall of Fame aufgenommen.